# Me contro Te - Il film: Missione giungla
Me contro Te - Il film: Missione giungla è un film del 2023 diretto da Gianluca Leuzzi.

## Promozione
Il trailer del film viene diffuso per la prima volta il 18 dicembre 2022.

## Distribuzione
Il film è stato distribuito nelle sale cinematografiche italiane il 19 gennaio 2023.

## Accoglienza
L'incasso totale è stato di 4,8 milioni.

## Sequel
Il 25 maggio 2023 il duo annuncia l'uscita nelle sale del quinto film, Me contro Te - Il film: Vacanze in Transilvania, pubblicando il teaser sul loro canale YouTube. Il sequel, distribuito da Warner Bros. Entertainment Italia, è uscito nelle sale Italiane il 19 gennaio 2023.